# Богородська сільська рада (Благовіщенський район)
Богоро́дська сільська рада (рос. Богородский сельский совет) — муніципальне утворення у складі Благовіщенського району Башкортостану, Росія. Адміністративний центр — село Богородське.

## Населення
Населення — 441 особа (2019, 466 в 2010, 497 в 2002).

## Склад
До складу поселення входять такі населені пункти:
| Населений пункт         | Населення, осіб (2002) | Населення, осіб (2010) |
| ----------------------- | ---------------------- | ---------------------- |
| Богородське, село       | 493                    | 466                    |
| Грунський 2-й, присілок | 4                      | 0                      |